# Pantone 448 C

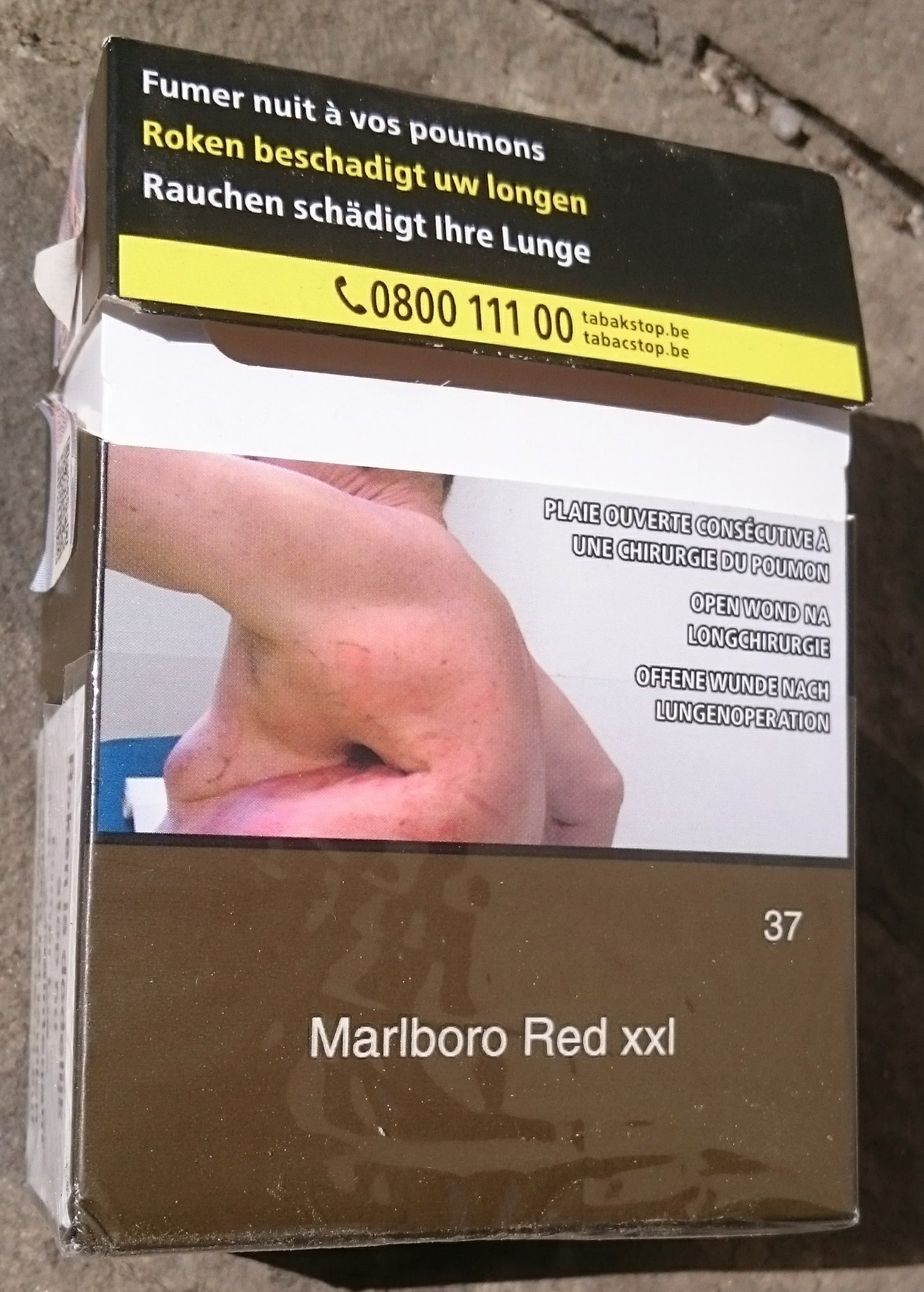
Pantome 448 C op een Belgisch pakje sigaretten

Pantone 448 C is een groen/bruine kleur en in verschillende landen de basiskleur voor generieke rookwarenverpakkingen.
Pantone 448 C voor dit doel geïntroduceerd door de overheid van Australië nadat uit onderzoek bleek dat deze kleur het meest werd geassocieerd met "de lelijkste kleur in de wereld". De uitkomst van dit onderzoek werd later door verschillende landen overgenomen.
Conform de Nederlandse Tabaks- en Rookwarenregeling is sinds oktober 2020 elk deel van een verpakkingseenheid van sigaretten of shagtabak waarop geen gezondheidswaarschuwing staat verplicht uitgevoerd in de kleur Pantone 448 C. Hetzelfde geldt voor de binnenzijde van de verpakking, tenzij deze in wit uitgevoerd is.